# 알렉산드로스 대왕
알렉산드로스 3세 메가스(그리스어: Αλέξανδρος Γ' ο Μέγας 알렉산드로스 감마 오 메가스[*], 라틴어: Alexander III Magnus 알렉산데르 테르티우스 마그누스[*], 아랍어: الإسكندر الثالث الأكبر 알 이스칸다르 알 탈리트 알 아크바르[*] 기원전 356년 7월 20일 ~ 기원전 323년 6월 10일)는 고대 그리스 북부의 왕국 마케도니아 왕국의 아르게아스 왕조 제26대 군주이다. 아리스토텔레스의 제자였으며 알렉산드로스 대왕, 이름을 영어식으로 읽은 알렉산더 대왕으로도 알려져 있다.
그리스 여러 도시 국가와 오리엔트 지방에 대한 공격적 팽창으로 패권을 잡아 마케돈의 바실레우스(군왕), 코린토스 동맹의 헤게몬(패자), 페르시아의 샤한샤(왕중왕), 이집트의 파라오를 겸임하고 스스로를 퀴리오스 티스 아시아스(아시아의 군주)라고 칭하였다.
기원전 356년 펠라에서 태어난 알렉산드로스는 20세의 나이로 아버지 필리포스 2세를 계승해 바실레우스가 되었다. 알렉산드로스는 치세 기간 대부분을 서남아시아와 북아프리카 지역에 대한 미증유의 군사 정복 활동으로 보냈다. 30세가 되었을 때 그리스를 시작으로 남쪽으로는 이집트, 동쪽으로는 인도 북서부에까지 확장되었다. 그 이전까지 고대 서양에 전례가 없던 대제국을 건설했다. 그는 전투에서 패배한 적이 없고, 역사상 가장 성공적인 군사 지도자 중 하나로 평가되고 있다.
유년기의 알렉산드로스는 16세가 될 때까지 철학자 아리스토텔레스에게 가르침을 받았다. 기원전 336년 부왕 필리포스가 암살된 뒤 왕위를 계승한 알렉산드로스는 필리포스가 개척한 부강한 왕국과 숙련된 군대를 물려받았다. 아버지에 이어 코린토스 동맹의 패자로 추대된 알렉산드로스는 그 권위를 이용해 팽창 정책을 시작했다. 기원전 334년 그는 소아시아에서 군림하던 아케메네스 제국(페르시아 제1제국)을 침공하여 10년에 걸친 원정을 시작했다. 알렉산드로스는 이수스 전투와 가우가멜라 전투 등 몇 차례의 결정적 전투에서 페르시아군을 분쇄했고, 마침내 페르시아의 다리우스 3세를 죽음으로 몰아넣어 페르시아 제1제국을 멸망시켰다.[b] 이 시점에서 알렉산드로스의 마케돈 제국의 강역은 아드리아해에서 인더스강에 이르렀다.
"세계의 끝"을 보겠다는 열망으로 알렉산드로스는 기원전 326년 인도를 침공했으나 병사들의 반발로 회군하였다. 바빌론을 제국의 수도로 삼기 위한 개발을 계속하던 와중이었던 기원전 323년, 알렉산드로스는 계획했던 아라비아 반도 원정을 시작하지 못한 채 바빌론에서 사망했다. 알렉산드로스의 제국은 그가 죽자마자 일련의 내전으로 산산이 조각났고, 조각난 각각의 지역은 알렉산드로스의 부하 장군들과 참모들이 알렉산드로스의 후계자를 자칭하면서 각각 왕을 칭하고 할거하였다. 이들을 디아도코이라 한다.

## 어린 시절

### 유년기

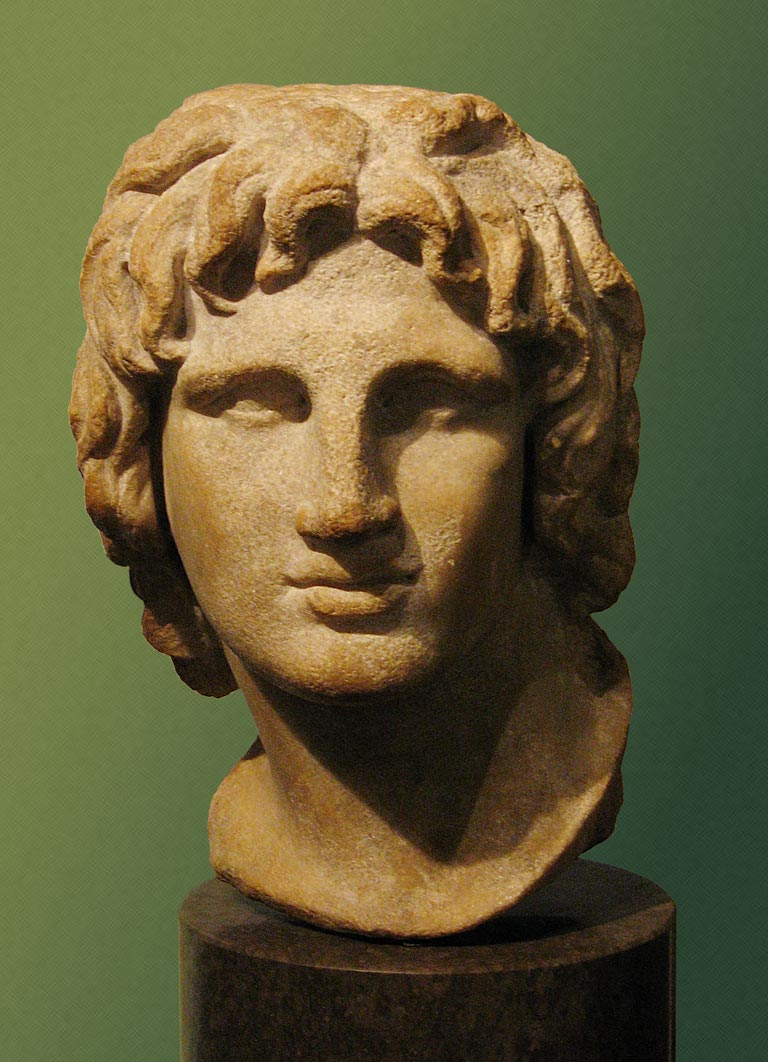
알렉산드로스 대왕의 어린 시절 흉상, 헬레네 시대, 대영박물관

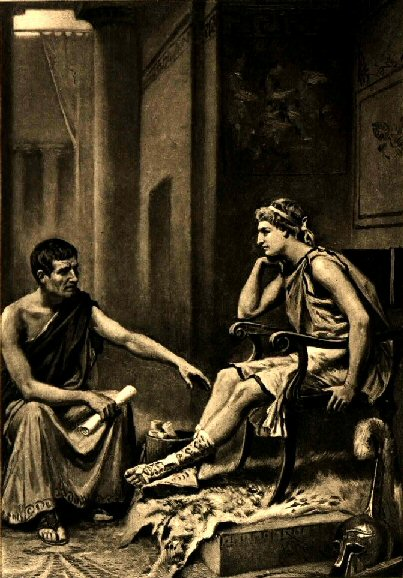
알렉산드로스 대왕을 교습하는 아리스토텔레스, by 장 레옹 제롬므 페리

정확한 날짜에 대해서는 논쟁이 있지만, 고대 그리스의 아티케력으로 여섯 번째 달인 기원전 356년 7월 20일경, 마케도니아의 수도 펠라에서 태어났다고 추정된다. 마케도니아의 왕 필리포스 2세의 네 번 째 부인이며, 에피로스의 왕 네오프톨레모스 1세의 딸인 올림피아스의 아들이었다. 필리포스 2세는 일곱 또는 여덟 명의 아내가 있었으나, 알렉산드로스를 낳음으로 인해 올림피아스가 당시 가장 영향력 있는 아내가 되었다.
알렉산드로스의 탄생과 어린 시절을 둘러싼 몇 가지 신화가 있다. 고대 그리스 전기작가인 플루타르코스에 따르면 올림피아스는 필리포스 2세와 결혼한 첫날밤 전날 저녁에 넓고 멀리 퍼지는 불꽃을 만드는 천둥이 그녀의 배를 관통하는 꿈을 꾸었다고 하며, 필리포스 2세는 결혼식 며칠 뒤 배에 사자의 그림이 그려진 올림피아스를 구하는 꿈을 꾸었다고 말했다. 플루타르코스는 이 꿈들에 많은 해석의 여지를 남겼다. 올림피아스가 결혼식 전에 임신했다는 것을 그녀의 배의 인장이 나타낸다거나, 알렉산드로스의 아버지가 제우스라는 것이다. 고대의 시사가들은 알렉산드로스의 신성한 혈통을 널리 알린 올림피아스의 야심에 대해 의견이 분분했다.
알렉산드로스가 태어난 날 필리포스 2세는 전쟁 준비를 하고있었다. 같은 날 왕은 파르메니온이 일리리아와 파이오니아 왕국 연합군을 무찔렀다는 소식을 들었고, 그의 말은 올림픽 게임에서 승리하였다. 또한 그날엔 에페소스에 위치한 아르테미스 신전이 소실되었다는 것을 들었다. 이 사건에 대해 알렉산드로스의 출생을 목격하기 위한 아르테미스가 자리를 비워 신전에 불이 난 것이라고 설명된다. 이러한 전설은 알렉산드로스가 왕이 된 후에 나타났고 어쩌면 그가 초인이며, 애초부터 위대한 업적을 성취할 운명이었음을 나타내기 위해 스스로 찾아낸 것 일 수도 있다.
그는 생의 초기에 클레이토스의 누나인 라니케에 의해서 양육되었고, 시간이 지나 올림피아스의 엄격한 친척인 에피로스의 레오니다스와 아카르나니아의 리시마코스에게 교육받았다. 알렉산드로스는 마케도니아의 귀족을 양육하는 방식으로 읽기, 리라와 같은 악기, 놀기, 말타기, 사냥, 싸움 등을 교육받았다.

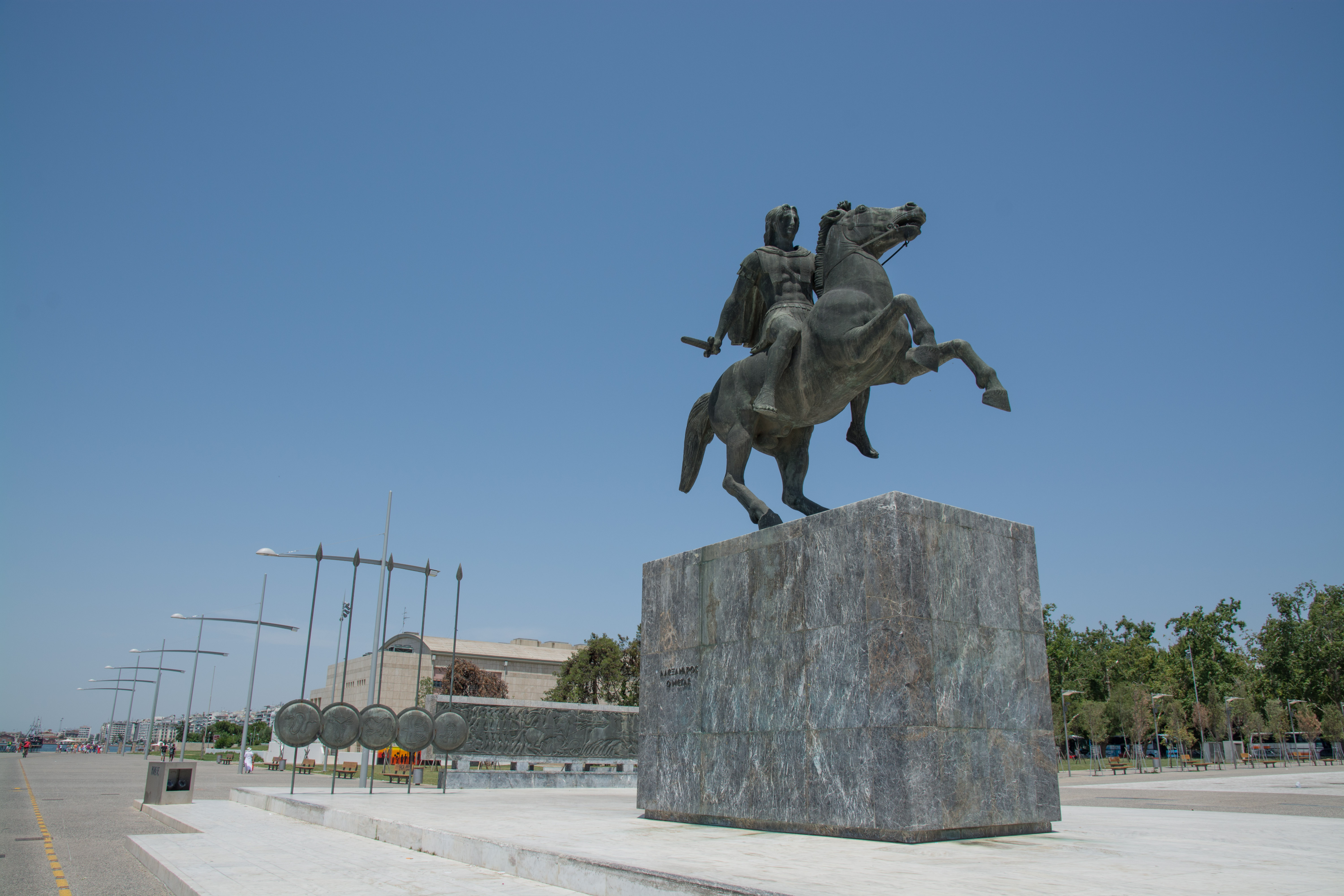
그리스 테살로니키에 세워져 있는 알렉산드로스 3세의 청동 기마상

알렉산드로스가 열 살이 되던 해 테살리아의 상인이 왕에게 13 달란트 짜리 말 한 마리를 가져왔다.말은 왕을 포함한 그 누구도 태우지 않으려고 난동을 부렸기에 왕은 말을 치워버리라고 명했다. 그러나 알렉산드로스는 말이 자신의 그림자를 무서워해 그렇게 행동하는 것을 감지했고, 자신이 말을 길들이겠다고 강력히 왕에게 요청해 결국 허락을 받아 말을 진정시킨후 말에 올라 말을 타고 질주하는데 성공했다. 플루타르코스는 왕이 알렉산드로스의 이 매우 용기있고 절륜한 행동을 보고 매우 기뻐 눈물을 흘렸고, 이윽고 말에서 내린 알렉산드로스의 이마에 입을 맞추며 “아들아! 너의 그릇에 맞는 왕국을 만들어라. 마케도니아는 네게 너무 좁다!”라고 말했다고 서술했다. 그리고 말을 알렉산드로스에게 주었다. 알렉산드로스는 말을 ‘황소머리’라는 뜻의 부케팔라스라는 이름을 지었다. 부케팔라스는 알렉산드로스를 인도까지 태웠다. 그 말이 죽을 때 알렉산드로스는 도시의 이름을 자신의 말 이름을 따서 ‘부케팔라스’라고 지었다.

### 청소년기
알렉산드로스가 13살이 되었을 때 필리포스는 그를 위한 교사를 찾기 시작했다. 그는 이소크라테스나 세페우시포스 같은 학자를 눈여겨보았지만, 결국 아리스토텔레스를 골랐다. 필리포스는 그에게 미에자에 있는 님프의 신전을 교실로 제공했다. 알렉산드로스를 가르친 대가로, 필리포스는 본인이 파괴한 아리스토텔레스의 고향 스타게이라를 재건하는 것을 허락했다. 노예가 된 전 시민들을 다시 사들이거나 해방시키고, 추방자들을 용서하여 도시에 다시 사람을 채워넣었다.
미에자는 알렉산드로스와 프톨레마이오스, 헤파이스티온, 카산드로스와 같은 동문수학한 마케도니아의 귀족 친구들에게 기숙학교와 같았다. 이중 많은 학생들은 알렉산드로스의 친구 또는 미래의 장군이 되었고, 차후에 헤타이로이(Companions)로 알려진다. 아리스토텔레스는 알렉산드로스와 친구들에게 여러 가지를 가르쳤고, 그의 지도 아래에 알렉산드로스는 호메로스의 작품, 특히 《일리아스》에 관심을 가졌다. 아리스토텔레스는 알렉산드로스에게 주석이 달린 일리아스 복사본을 주었고 그는 전쟁까지 그 사본을 들고 다녔다.
수다에서는 람프사쿠스의 아낙시메네스(Anaximenes of Lampsacus) 역시 그를 가르친 스승 중 한 명이었다고 기록하고 있으며, 알렉산드로스의 외국 정벌에까지 동참했다고 전해진다.

## 정복의 시기

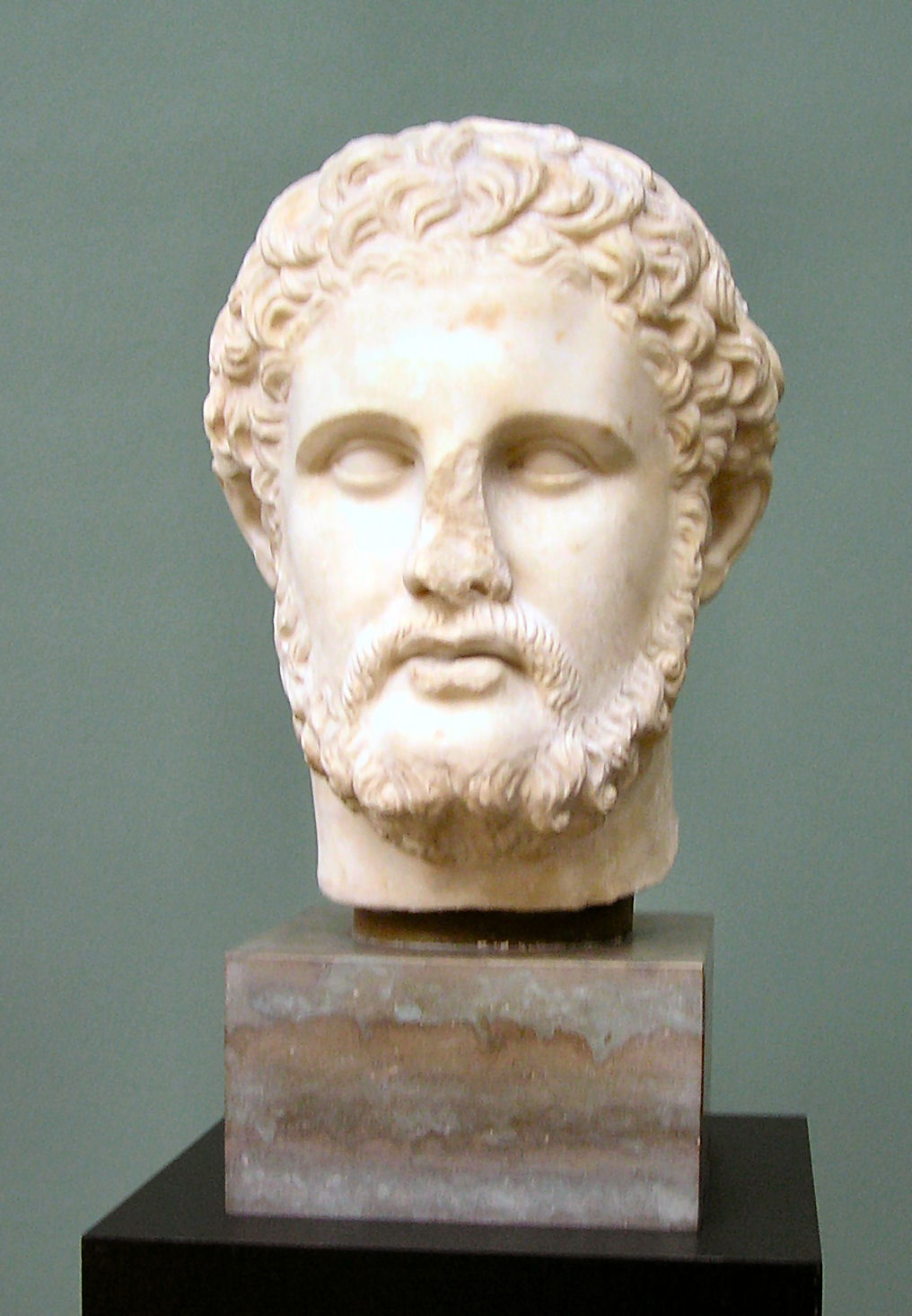
필리포스 2세, 알렉산드로스의 아버지

필리포스 2세는 아리스토텔레스에게 받던 교육을 열여섯에 마치게 하여, 알렉산드로스를 섭정으로 남기고 비잔티온 제국을 상대로 전쟁을 시작한다. 왕의 부재 중 트라키아는 마케도니아를 상대로 반란을 일으켰고, 알렉산드로스는 빠르게 대응해 그들을 고향에서 쫓아냈다. 그리고 그리스와 함께 식민지화 시키고 알렉산드로폴리스라고 이름지었다.
필리포스 2세가 돌아와서 트라키아 남쪽의 반란을 진압하기 위해 약간의 군대와 함께 알렉산드로스를 파견했다. 그 동안에 암피사에서는 델파이 옆에 아폴론 신전을 건설하기 시작했고 그러한 신성모독은 필리포스에게 더 많은 그리스 내정 간섭을 용이하게 해 줄 것이었다. 트라키아 내전이 지속 중인 상태에서 필리포스는 알렉산드로스에게 그리스전을 위한 병력을 모으라고 명한다. 그리스의 다른 폴리스가 끼어들 것을 우려하여 알렉산드로스는 그 병력이 일리리아 지방을 공격하기 위한 것처럼 눈속임했다. 이런 혼란 속에서 일리리아는 마케도니아를 침략했고 알렉산드로스에게 격파당했다.
기원전 338년에 왕은 그의 아들과 합류했고 테르모필레를 지나 남쪽으로 진격했고 테바이 수비군의 강한 저항을 물리치고 점령했다. 아테네와 테바이쪽으로 며칠 간의 행군 뒤에 그들은 엘라테아 지방을 점거하기 원했다. 데모스테네스가 이끄는 아테네군은 마케도니아에 대항해 테바이와의 동맹을 원했다. 마케도니아와 아테네 양 쪽 다 테바이의 환심을 사기 위해 외교사절단을 보냈고 결국 테바이는 아테네와 동맹을 맺었다. 필리포스는 엠피사로 진격하여 데모스테네스가 보낸 용병들을 잡으며 도시의 항복을 받아들였다. 필리포스는 엘라테아로 돌아와 아테네와 테바이에 마지막 평화 제안을 보냈고 양쪽 모두 거절했다.

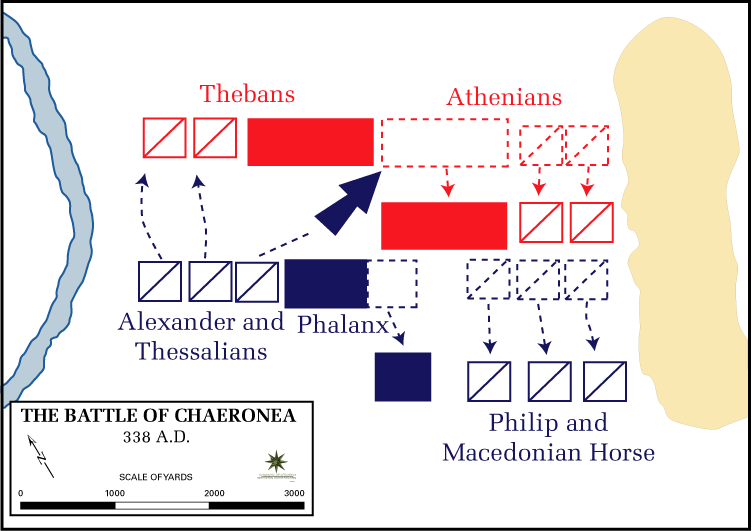
카이로네이아 전투 배치도

필리포스가 남쪽으로 진격하자 적들은 보이오티아의 카이로네이아에서 그를 막아섰고 뒤이은 카이로네이아 전투에서 필리포스는 우익, 알렉산드로스는 좌익을 장군들과 함께 지휘하였다. 필리포스는 아테네의 적군의 실력을 확인하기 위해 의도적으로 좌익을 후퇴시키고 그리하여 그들의 대열을 부쉈다. 알렉산드로스가 처음으로 테바이군의 대열을 부수고 좌익이 따라붙었다. 적군의 응집력에 피해를 입혔기에 필리포스는 전방으로 계속 압박하고 적군을 빠르게 둘러쌌다. 아테네의 패배로 인해 테바이군은 항복했고 좌군은 계속 항전했으나 패배했다.
카이로네이아에서의 승리 이후 왕과 아들은 저항없이 펠로폰네소스로 진격해 모든 도시에 환영을 받았다. 스파르타가 저항하기는 했지만 전쟁까지 치닫지는 않았다. 코린토스에서 왕은 헬레네 동맹을 창설했는데, 스파르타를 제외한 대부분의 도시가 참여했다. 필리포스는 그 당시 동맹 내에서 헤가몬(최고지휘자)라고 불렸고 페르시아 제국을 공격할 계획을 발표했다.

### 추방과 귀환
필리포스는 마케도니아에 돌아와 그의 장군 아탈루스의 조카인 클레오파트라 에우리디케와 사랑에 빠져 결혼식을 올렸다. 알렉산드로스는 반쪽짜리 마케도니아인이었기 때문에 이 결혼은 그의 왕위 계승에 대한 잠재적인 불안 요소가 되었다. 결혼식 연회때 아탈루스는 취한채로 신에게 이 결혼이 정당한 계승자를 만들어내게 해달라고 공개적으로 빌었다.
삼촌 아탈루스는 취한 채로 마케도니안은 신에게 그의 조카를 통한 왕국의 적법한 후계자를 간청해야 한다고 말했고, 이것은 알렉산더의 신경을 거슬러 알렉산더는 컵을 아탈루스의 머리에 던져버리며 “나쁜 놈! 내가 서자라는 것인가?” 라고 말했고, 왕은 아탈루스의 편을 들어 일어나 칼을 뽑아 알렉산더를 죽일 듯이 달려갔다. 그러나 요행인지, 성급한 탓인지, 와인에 취한 탓인지 그는 발을 헛딛어 바닥에 넘어져버렸다. 알렉산더는 눈을 흘기며 왕을 모욕했다. “이것 봐라. 유럽에서 아시아까지 정복하려고 하는 사람이 옆 자리로 가는 것도 못해서 넘어지다니."— 플루타르코스의 기록

기원전 337년, 알렉산드로스는 어머니와 마케도니아에서 도망쳤고 에피로스의 왕이자 어머니의 오빠인 알렉산드로스 1세에게 어머니를 맡긴다.
그는 일리리아로 몸을 옮긴다. 몇 년 전에 일리리아와 싸워 이겨 일리리아에게 패배를 안겼음에도 불구하고, 그는 손님의 대우를 받았다. 그러나 필리포스는 정치, 군사적으로 교육받은 왕자를 버릴 생각이 없었기 때문에, 가문의 친구인 데마라투스의 화해로 알렉산드로스는 6개월 뒤에 마케도니아로 복귀한다.
다음해 카리아의 페르시아인 지도자 픽소다루스는 그의 큰딸과 알렉산드로스의 이복형제인 아르히데우스간 결혼을 제안했다. 올림피아스를 비롯한 알렉산드로스의 친구들은 아르히데우스를 후계자로 삼으려는 필리포스의 계략이라 생각, 알렉산드로스도 같은 생각이어서 그는 테살루스를 사절단으로 보내 응답했다. 테살루스는 픽소다루스에게 적법한 후계자가 아닌 아들과의 결혼은 해선 안 된다며 알렉산드로스를 추천하였다. 필리포스는 이 이야기를 듣고 협상을 멈추고 알렉산드로스에게 마케도니아의 태자로서 기껏해야 페르시아의 한 지방관의 딸과 혼인을 하려고 하는 그릇밖에 안 되었냐고 하면서, 그 정도의 그릇밖에 안 된다면 절대로 이 나라를 맡길 수 없다며 심하게 꾸짖는다. 이후 그는 알렉산드로스의 친구 4명을 추방하고 테살루스를 속박하여 데려오라고 코린티아에게 명하였다.

## 마케도니아의 왕이 되다

### 승계

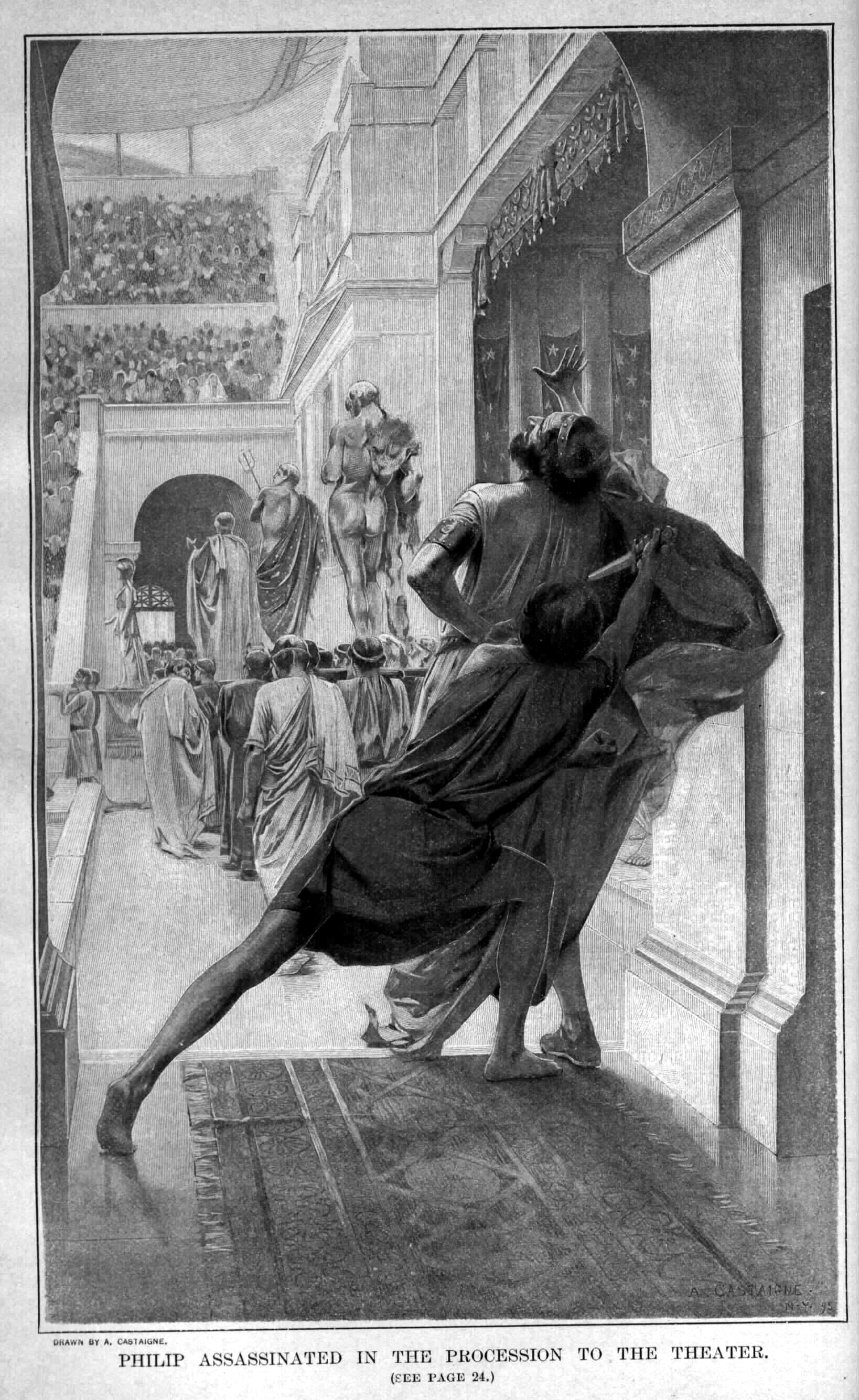
필리포스 2세를 암살하는 파우사니아스

기원전 336년 여름, 필리포스는 공주 클레오파트라와 올림피아스의 남동생인 알렉산드로스 1세 사이의 결혼식에서 경호대장 파우사니아스에게 암살당한다.[e] 파우사니아스는 암살 직후 도망치려 했으나 덩굴에 걸려 넘어져 알렉산드로스의 동료들에게 죽임을 당한다. 그로 인해 알렉산드로스는 귀족과 군대의 지지로 스무 살에 왕으로 추대된다.

### 왕권 강화
알렉산드로스는 잠재적 경쟁자를 제거하는 것으로 통치를 시작했다. 우선 사촌 형 아민타스 4세를 제거한다. 그 다음 두명의 마케도니아 왕자를 처형하나, 세 번째 왕자 알렉산드로스 린세스테스는 살려주었다. 클레오파트라의 삼촌이자 소아시아 군의 선발대 사령관이며 결혼식에서 자신의 신경을 거슬렀던 아탈루스 역시 처형 대상이 되었다. 아탈루스는 그 당시 아테네로의 망명에 대해 데모스테네스와 연락을 주고받고 있었다. 알렉산드로스는 아리히데우스는 정신이 불완전한 까닭에 살려두었는데, 올림피아스가 독을 먹여 그렇게 만든 것으로 보는 견해가 있다.
필리포스의 죽음은 아테네, 테바이, 테살리아, 마케도니아 북부에 위치한 트라키아 등 여러 도시의 반란을 촉발했다. 알렉산드로스는 반란 소식을 접하자마자 빠르게 대응했다. 정치적으로 대응하라는 조언을 듣고도 본국에서 3천의 기병을 징집하여 테살리아로 향했다. 그는 올림포스산과 오사산 사이 길목에 테살리아 군대가 있다는 소식을 듣고 병력을 오사산으로 향했다. 테살리아군은 다음 날 아침, 알렉산드로스가 기병과 함께 바로 뒤에서 포위하고 있다는 것을 깨닫고, 알렉산드로스에게 항복해 합류한다.
알렉산드로스는 테르모필레에서 진군을 멈춘다. 아테네는 자비를 구했고 알렉산드로스는 자비를 베풀었다. 디오게네스와 알렉산드로스의 유명한 일화는 알렉산드로스가 코린토스에 머물 때 일어났다. 알렉산드로스가 디오게네스에게 필요한 것이 없냐고 물어보았는데, 디오게네스는 귀찮다는 듯이 알렉산드로스에게 햇빛을 가리고 있다고 옆으로 비켜달라고 말했다. 알렉산드로스는 기뻐하며 "내가 알렉산드로스가 아니었다면, 디오게네스가 되고 싶다"고 말했다 전해진다. 코린토스에서 알렉산드로스는 헤게몬이라는 칭호를 얻고 페르시아를 향한 전쟁을 일으킬 계획을 준비하는 동안 트라키아 폭동을 보고받았다.

### 발칸 정복

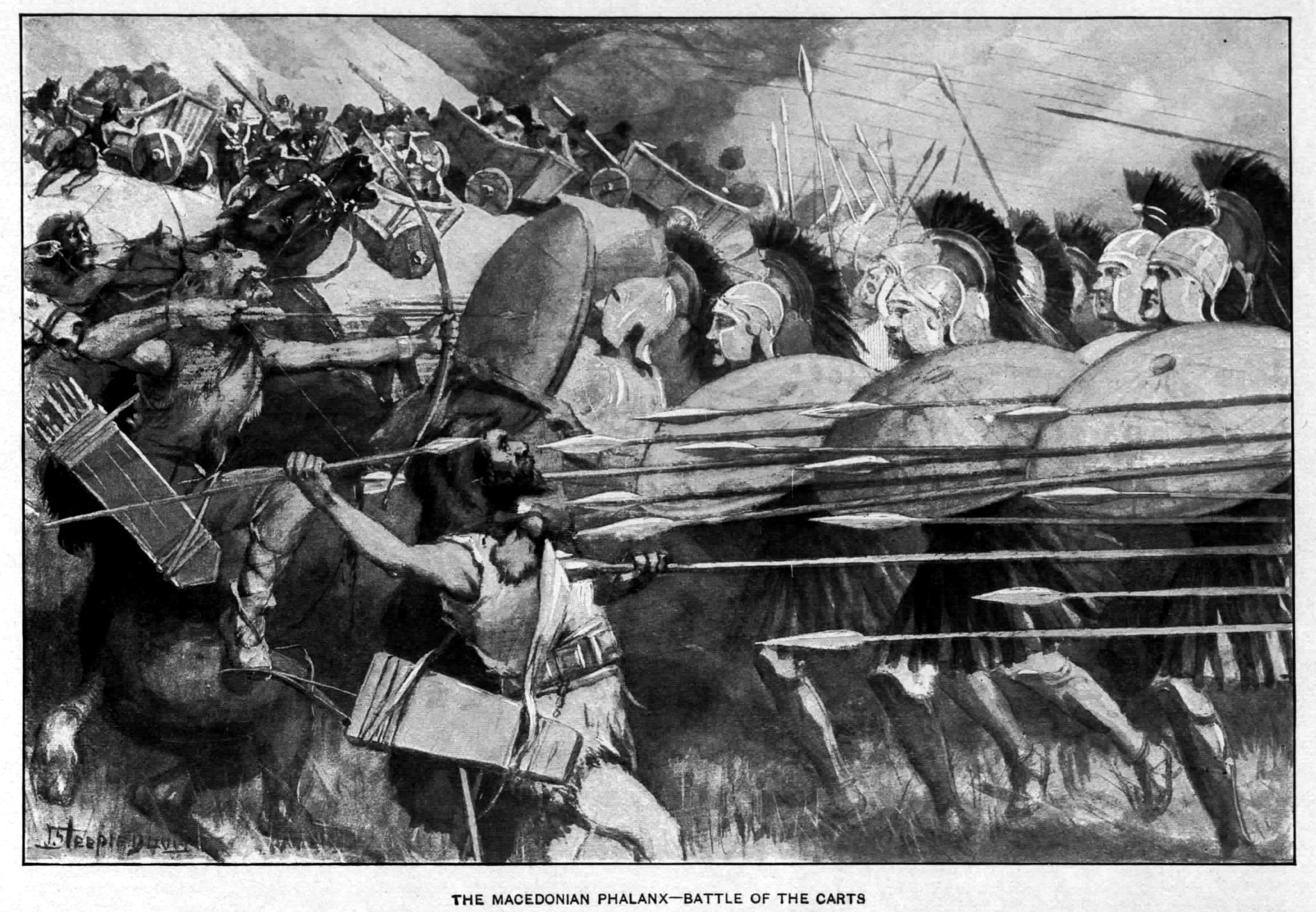
기원전 335년 트라키아인들을 정벌하는 마케도니아의 팔랑크스

아시아로 건너가기 전에 알렉산드로스는 우선 북쪽 경계를 안정화하기로 결정하고, 기원전 335년에 반란군 진압을 위해 출정한다. 암피폴리스에서 출발하여 그는 자유 트라키아인들의 국가가 있는 동쪽 해무스산으로 진군하여 산 위에서 트라키아 군을 물리쳤다. 마케도니아군은 트리발리로 진군해 리지누스강에서 적들을 무찔렀다. 알렉산드로스는 3일동안 다뉴브강 반대편으로 진격하여 강 반대편에서 게태 부족을 마주치는데, 야습 후 첫 소규모 기병전에서 후퇴시킨다.
일리리아의 왕 클레이토스와 타울란티의 왕 글라우키스가 반기를 들었다는 소식을 듣고 나서 이번에는 서쪽으로 방향을 튼다. 이들을 상대로도 연전연승을 거두어 패퇴시킨다.이로써 북쪽 국경의 방해요소가 제거되었다.
알렉산드로스가 북쪽에서 반란을 평정하고 있는 동안 테바이와 아테네에서 다시 반란을 일으켰다는 소식을 들은 알렉산드로스는 즉시 남쪽으로 머리를 돌렸다. 다른 도시들이 참전을 망설이는 동안 테바이는 혼자서라도 싸우지만 패배하고, 알렉산드로스는 군인들과 남자 민간인들은 모조리 학살하고 여자와 어린이들은 모두 노예로 만들어버린다. 철저하게 파괴된 테바이는 갈기갈기 찢어져 다른 보이오티아 도시들에 병합된다. 테바이의 멸망은 아테네를 비롯한 그리스 전역의 반기를 꺾어, 이후 그리스는 더 이상 저항하지 못한다. 알렉산드로스는 안티파트로스를 섭정으로 남기고 아시아로 건너간다.

## 페르시아 정복
알렉산드로스는 기원전 334년 6100명의 기병과 38000명의 선원을 태운 120척의 배를 포함한 약 41800명의 병력과 함께 헬레스폰투스를 건넜다. 마케도니아와 다양한 그리스 도시국가 용병과 봉건적으로 징집된 병사들로 구성되어 있었다.(기록자마다 말이 다른 부분) 알렉산드로스는 창을 아시아 땅에 꽂으며 신으로부터 받은 선물이라고 말하며 페르시아 제국 전체를 정복할 야망을 보였다. 이것은 또한 전쟁을 향한 열망과 아버지의 정치선호적인 부분과 반대된다.
초기의 페르시아군과 그라니코스 전투에서 승리한 후, 기원전 334년 4월 8일 알렉산드로스는 페르시아의 지방 수도와 사르디스의 재무금고의 항복을 받아들였다. 그는 아오니아 해안선을 따라 계속 진격했고, 도시들마다 자치권과 민주주의를 승인하였다. 아르케메네스 군이 지키는 밀레토스는 정교한 페르시아 해군을 상대로 정교한 공성전을 필요로 했다. 더 남쪽인 카리아의 할리카르낫소스에선 알렉산드로스가 성공적으로 그의 첫 대규모 공성전을 승리로 이끌었고, 결과적으로 그의 적 로데스의 용병수장 멤논과 페르시아 카리아의 총독 오론토바트스를 바다로 철수시켰다. 알렉산드로스는 카리아 정부를 떠나 차후에 알렉산드로스에게 카리아 지방의 여왕으로 선택되는 아카톰니드 왕조의 일원인 아다에게로 향했다. 할리카르낫소스로부터 알렉산드로스는 리카아 산까지 진격했고, 페르시아 해군 기지를 저지하기 위해 팜필리아 평야에서 해안 도시들을 공격했다. 팜필리아로부터 해안가까지 주요한 항구가 없기에 알렉산드로스는 섬으로 향했다. 테르메소스에서 알렉산드로스는 피디시안을 모욕했으나, 난장판으로 만들진 않았다. 고대의 고르디움의 수도에서 알렉산드로스는 아무도 풀지 못한 고르디우스의 매듭을 풀었고, 알렉산드로스는 매듭을 어찌 푸는지는 중요하지 않다며 칼로 매듭을 베었다.
알렉산드로스는 시리아와 레벤트의 해안가를 정복하는 작업을 계속했고 기원전 332년 그는 튀루스를 공격했고 긴 공성전 끝에 점령한 후, 테바이의 경우와 마찬가지로 군인과 남성은 모조리 학살하고 여자와 어린이는 모두 노예로 팔아버렸다. 알렉산드로스가 튀루스를 파괴했을 때 이집트로 가는 길목의 대부분의 마을은 빠르게 항복했다. 그는 예루살렘에 해를 입히지 않고 남쪽 이집트로 향했다. 그러나 가자의 저항을 직면한 알렉산드로스는 강하게 무장된 언덕에 위치한 공성전을 요하는 기지를 마주했다. 알렉산드로스의 공학자는 높은 위치를 근거로 점령하는 것이 불가능하다고 지적했으나 이것은 알렉산드로스의 의욕을 높일 뿐이었다. 3번의 성공적인 공성전 이후에 기지는 함락되었다. 알렉산드로스는 이때 심각한 어깨부상을 당했다.
기원전 332년 후반기에도 알렉산드로스는 계속해서 이집트로 진격했고, 그는 해방자로 여겨졌다. 그는 리비아 사막에 있는 시와 오아시스의 예언에 나와 있는 아몬의 아들이라고 칭송받았고, 그러므로 알렉산드로스는 자주 제우스 아몬이 그의 진정한 아버지로 여겨졌으며 그가 죽은 이후 그의 신성함의 상징으로 양의 뿔이 동전에 묘사되어 있다. 그가 이집트에서 머무는 동안 그는 알렉산드리아를 이집트에 지었고 그의 죽음 이후 프톨레마이오스 왕조의 번영하는 수도로 사용되었다.
기원전 331년, 알렉산드로스는 이집트를 떠나 동쪽 메소포타미아로 향하며 가우가멜라 전투에서 다리우스 3세를 다시 물리쳤다. 다리우스는 한 번 더 도망쳤지만 알렉산드로스는 아벨라까지 쫓아갔다. 가우가멜라 전투는 양쪽의 마지막이자 결정적인 충돌이었고, 다리우스가 산을 넘어간 동안 알렉산드로스는 바빌론을 점령했다. 바빌론으로부터 알렉산드로스는 아케메니드 왕조의 수도인 수사까지 도달했고 재무관을 생포했다. 그는 병력의 대부분을 왕의 길을 따라 페르시아의 의식용 수도인 페르세폴리스로 보냈다. 알렉산드로스는 스스로 도시로 직행하는 군에 자원했다. 그리고 그간 아리오바르자네스 군에게 계속해서 막혀온 페르시안 게이트의 관문을 기습했고 그리고 수비군이 재무관을 털기 전에 빠르게 진행했다.
페르세폴리스로 들어가는 중에 알렉산드로스는 부하들이 도시를 며칠간 약탈할 수 있도록 허락했다. 알렉산드로스는 수도에 5개월 간 머물렀다. 그가 머무는 동안 적시스의 동쪽 입구에서 불이 번져나와 도시로 퍼졌다, 음주사고이나 적시스의 두 번째 페르시안 전쟁 기간의 아테네 아크로폴리스를 불태운 것에 대한 고의적인 복수의 가능성을 수반했다. 1년 뒤 그가 태운 도시를 다시 방문하며 알렉산드로스는 불태운 것을 후회했고, 플루타르코스는 알렉산드로스가 멈추고 적시스에게 살아있는 사람인 것처럼 말을 걸었던 얘기를 기록했다.
| “ | 그리스 침략으로 인해 누워있는 당신을 두고 지나가야 하나, 아니면 당신의 위대함이나 다른 면의 미덕 때문에 다시 한 번 기념비를 세워줘야 하나? | ” |

알렉산드로스는 곧 다리우스를 추격했고 처음으로 메디아와 파르티아로 진격했다. 페르시아 왕은 더 이상 자신의 왕조를 지킬 능력이 없었고, 그리스인 총독이자 친척인 베수스에게 잡혔다. 알렉산드로스가 도착하자 베수스는 중앙아시아 깊이 후퇴해 게릴라전을 진행하려는 다리우스를 죽이고, 스스로 다리우스의 후계자라고 칭했다. 알렉산드로스는 다리우스의 시체를 화장해 그의 아케메네스 왕조 전임자의 법적인 묘지에 묻었다. 알렉산드로스는 다리우스가 죽어가며 자신을 다음 왕위 계승자라고 말했다고 주장했다. 아케메네스 왕조는 다리우스와 함께 멸망한 것으로 여겨진다.
알렉산드로스는 베수스를 왕위 강탈자로 여기고 그를 무찔렀다. 이 전쟁은 중앙아시아 쪽을 목표로 한 거대 전쟁으로 변했다. 알렉산드로스는 여러 도시들을 더 찾아냈고 전부 알렉산드리아로 명했다. 이 전쟁 동안 알렉산드로스는 메디아, 파르티아, 아리아, 드란지아나, 아라코시아, 박트리아, 스키타이를 점령했다.
스피타메네스, 소그디아나에서 명확한 편을 밝히지 않았던 그는 기원전 329년 베수스를 배신하고 알렉산드로스의 믿음을 받던 프톨레마이오스에게 붙었고 베수스는 처형되었다. 그러나 시간이 지난 뒤 알렉산드로스는 아크사르에서 유목 민족의 기습을 다루고 있었는데, 스피타메네스는 소그디아나 지방에서 반란을 일으켰다. 알렉산드로스는 스키타인 군대를 개인적으로 아크사르 강에서 물리치고 스피타메네스를 향해 출발했고 가바이 전투에서 그를 무찔렀고, 후에 스피타메네스는 평화를 원한 부하에게 살해당했다.

### 인도 공략
스피타메네스의 죽음 이후 그와 록사나의 결혼은 총독부와의 관계를 단단하게 만들었고 알렉산드로스는 인도 원정에 나섰다. 그는 현재 파키스탄 지역의 전 족장을 초대해 그의 권위에 복종하도록 할 의도였는데, 인더스부터 하이다스페스까지 이르는 영역을 가지고 있는 왕 옴피스는 알렉산드로스에게 순응했지만, 산악 지역의 족장들은 복종을 거부했다.
기원전 326년~기원전 327년의 겨울 알렉산드로스는 여러 부족들을 상대로 직접 전쟁을 지휘했다. 치열한 경쟁에 알렉산드로스의 어깨부상이 뒤따랐지만, 결과적으로 승리한 알렉산드로스는 적장을 마주했다. 마사가 요새는 알렉산드로스에게 발목부상을 입혔지만, 며칠의 전투 끝에 몰락했다. 퀸투스 쿠르티우스 루푸스에 따르면 알렉산드로스는 마사가의 모든 사람을 죽이고 건물을 파괴했다. 비슷한 학살이 오르아에도 자행됐고, 그 여파로 많은 부족민들이 아르노스 요새로 도망쳤고, 며칠간의 전쟁 끝에 바로 뒤따르던 알렉산드로스군은 언덕 요새를 점령했다.
아르노스 이후 알렉산드로스는 인더스를 건너며 포로스를 상대해 대파하고 그를 사로잡았지만 포로스의 용맹함에 감명받은 알렉산드로스는 그를 동맹으로 만들고 총독으로 삼았다. 그리고 근처의 소수 민족 15개 국가들과 작은 도시 5천개의 땅들을 더해주었다. 그리고 그리스인 중 포로스의 통치를 도울 사람을 뽑았다. 알렉산드로스는 히다스페스강 반대편에 두 도시를 찾아 그의 말의 이름을 따 부카펠라스라는 이름을 짓고, 다른 도시는 니케아라는 이름을 붙였다.
갠지스강 옆 동포루스 왕국은 난다 제국이었고, 더 동쪽으론 강가리다이 제국이었다. 보병 2만,기병 2천에 불과한 포로스군을 상대로 13만 남짓의 병력으로 크게 고전 끝에 이긴 이후, 알렉산드로스군은 사기가 떨어졌고 이후 길이가 6 km 남짓에 폭이 180m 남짓한 거대한 갠지즈 강을 건너는 일이 무리로 여겨졌고, 더 결정적으로 포로스군의 10배도 훨씬 넘는 보병 20만, 기병 8만, 전차 8천대, 전투용 코끼리 6천 마리를 거느린 강가리다이와 프라이시오족 왕들의 인도 내륙의 인도 연합군들과 전투 직전의 상황에 내몰린 알렉산드로스군은 히페시스강에서 항명사태를 일으켰다. 알렉산드로스는 더욱 진격하자고 설득했지만, 크라테로스가 병사들은 가족과 고향을 보길 원한다고 알렉산드로스를 설득해 마침내 동의하고 남쪽으로 말머릴 돌렸다. 그러므로 이 강은 알렉산드로스의 제국의 가장 동쪽이었다.
남쪽으로 말머릴 돌린 알렉산드로스군은 인더스강으로 향했다. 가는 길에 말리족과 다른 인도 부족을 정복했으나 말리족과의 싸움에서 그의 평생의 전쟁 활동 기간 중 가장 큰 중상들을 입고 사경을 헤매는 위기를 겪었다.

## 페르시아에서의 말년
자신이 없는 많은 태수들과 군 총독들이 잘못된 행동을 했다는 사실을 알게 된 알렉산드로스는 수사로 가는 길에 그들 중 몇 명을 본보기로 처형했다. 감사의 표시로 그는 병사들의 빚을 갚았고, 나이가 많고 장애가 있는 퇴역군인들을 크라테로스가 이끄는 마케도니아로 돌려보낼 것이라고 발표했다. 그의 군대는 그의 의도를 오해하고 오피스 (도시) 마을에서 반란을 일으켰다. 그들은 파견을 거부하고 그가 페르시아 관습과 의복을 채택하고 페르시아 장교와 군인을 마케도니아 부대에 도입하는 것을 비판했다.
3일 후, 알렉산드로스는 부하들을 설득하여 물러나도록 설득할 수 없었다. 알렉산드로스는 페르시아인들에게 군대의 지휘권을 부여하고 페르시아 부대들에게 마케도니아의 군사 칭호를 부여했다. 마케도니아인들은 재빨리 용서를 구했고 알렉산드로스는 이를 받아들였으며 수천 명의 부하들과 함께 큰 연회를 열었다. 마케도니아인과 페르시아인 사이의 지속적인 조화를 이루기 위해 알렉산드로스는 수사에서 고위 장교들과 페르시아 및 다른 귀족 여성들과 대규모 결혼을 거행했지만 그 결혼 중 1년 이상 지속된 결혼은 거의 없는 것으로 보인다.
한편, 페르시아로 돌아온 알렉산드로스는 파사르가다에에 있는 키루스 대왕의 무덤 경비병들이 무덤을 더럽힌 것을 알고 신속히 그들을 처형했다. 알렉산드로스는 크세노폰(Xenophon)의 키루스의 교육을 어릴 때부터 읽으면서 키루스 대왕(Cyrus the Great)을 존경했는데, 이 책에서는 왕이자 입법자로서 전투와 통치에서 키루스의 영웅적 행위를 묘사했다. 파사르가다에를 방문하는 동안 알렉산드로스는 건축가 아리스토불루스에게 키루스 무덤의 묘실 내부를 장식하도록 명령했다.
그 후 알렉산드로스는 페르시아 보물의 대부분을 되찾기 위해 엑바타나(Ecbatana)로 여행했다. 그곳에서 그의 가장 친한 친구인 헤파이스티온(Hephaestion)이 질병이나 중독으로 사망했다. 헤파이스티온의 죽음은 알렉산드로스를 황폐화시켰고 그는 공개 애도에 대한 법령과 함께 바빌론에 값비싼 장작더미를 준비하라고 명령했다. 바빌론으로 돌아온 알렉산드로스는 아라비아 침공을 시작으로 일련의 새로운 캠페인을 계획했지만 헤파이스티온 직후 사망했기 때문에 그것을 실현할 기회가 없었다.
5월 29일 저녁, 알렉산드로스는 인도 원정 종료와 아라비아 반도 침공 시작을 축하하기 위해 군대를 위한 연회를 조직했다.

## 죽음
기원전 323년 알렉산드로스는 33세에 바빌론에서 사망하였다. 알렉산드로스의 사망엔 두가지 다른 이야기가 있고 서로 세부적인 내용이 다르다. 플루타르코스는 알렉산드로스의 사망 14일 전에 해군 제독과 밤을 세워 놀았고, 다음날 라라시아의 메디우스와 또 술을 마셨고 다음날 고열이 발생했는데 소리조차 내지 못 할 정도였다. 그의 사망을 걱정한 일반 병사들은 조용히 그들을 향하여 손을 흔드는 알렉산드로스의 옆을 지나가는 것을 당연하게 받아들였다. 디오도로스는 알렉산드로스가 헤라클레스를 기리는 섞이지 않은 큰 와인잔을 다 비운 후에 11일간을 앓아 눕고, 고통스러워 했다고 한다. 열병까지 발전되진 않았지만, 그는 괴로워하며 죽었다. 아리아노스 또한 이렇게 주장하였지만 플루타르코스는 강하게 부인하였다.
마케도니아 귀족을 암살하는 경향을 가정하면 살해당한 것 같은 특징이 여러 곳에서 드러난다. 디오도로스, 플루타르코스, 아리아노스 그리고 유스티누스는 알렉산드로스가 독살됐을 가능성을 암시한다. 유스티누스는 알렉산드로스가 독살 음모의 피해자라고 말한다. 플루타르코스는 다리우스와, 아리아노스는 둘 다 그들이 일부분 만을 이야기할 뿐이라고, 이것을 날조된 정보라고 반박한다. 그 설명은 최근에 마케도니아 총독에 의해 제거된 안티파트로스를 전혀 공정하게 고려하지 않은 주장이라고 한다. 안티파트로스는 알려진대로라면 그의 아들에게 알렉산드로스가 독살되도록 준비했고, 아리스토텔레스마저 관여되어 있을 수 있다.
독살설의 가장 강한 논쟁은 그가 아프기 12일 전과 그의 죽음 사이의 기간이다. 그만큼 장기간 효과가 지속되는 약은 당시 사용이 불가능했다. 그러나 2003년 BBC 다큐멘터리에서 알렉산드로스의 죽음을 조사하며 뉴질랜드 국가 독극물센터의 레오는 하얀 헬레보레가 고대에도 사용되었기에 그것으로 독살했을 가능성을 시사했다. 2014년 clinical toxicology schep 원고에서 알렉산드로스의 와인이 베라트럼 앨범이 들어있었을 것이고, 이것이 알렉산드로스의 로맨스를 설명하는 사건의 과정과 중독 증상이 일치한다고 주장했다. 베라트럼 앨범 독살은 장기적인 과정이 될 수 있고, 이것을 알렉산드로스의 사인을 잘 설명하기에 가장 적당한 이유를 제공한다. 다른 독살설은 2010년도로 앞당겨 그의 죽음이 위험한 박테리아로 오염된 스틱스 강 물을 마신 것 이라고 주장한다
몇 가지 자연 질병같은 이유가 제시되었고 뉴잉글랜드의 의학저널은 그의 죽음을 장기천공에 의한 장티푸스 감염으로 인한 마비증세라고 서술했다. 최근의 다른 분석은 화농성 척추염이나 뇌수막염이라고 한다. 사망 원인과 유사한 다른 병은 나일강 서부 바이러스와 급성 췌장염을 의심 중이다. 자연적 원인 이론은 또한 알렉산드로스의 건강이 과도한 음주와 심각한 부상으로 인해 몇 년에 걸쳐 악화된 점을 강조한다. 헤파이스티온의 죽음 이후 알렉산드로스가 느낀 고통 역시 그의 건강 악화에 일조했을 것이다.
알렉산드로스의 시체는 사람과 비슷한 석관에 꿀을 가득 채워둔 상태로 매장되었고, 오스트리아의 골든 켓스켓에 위치해 있다. 아엘리안에 따르면 아리스텐더라는 예언가는 알렉산드로스가 잠든 곳은 행복하고 절대 점령당하지 않을 곳이라고 예언했다. 아마도 십중팔구 후계자는 시체를 적법성의 상징이라고 생각할 것이다. 전 왕의 무덤은 국왕의 특권이기 때문이다.
알렉산드로스의 장례 행렬은 마케도니아로 향했지만, 프톨레마이오스는 멤피스로 행했다. 프톨레마이오스의 마지막 계승자 중 하나인 프톨레마이오스 9세는 알렉산드로스의 석관을 유리로 바꿔 안에 있던 동전을 바꿀 수 있게 만들었다. 최근 북부 그리스에서 발견되는 많은 수의 무덤이 알렉산드로스의 생몰년도와 비슷해 그것의 원래 목표는 알렉산드로스를 묻는 것이 아닌가 하는 추측을 사고 있다. 이것은 알렉산드로스의 장례 행렬의 목표지와 일치했을 것이다.
폼페이와 시저, 아우구스투스 모두 알렉산드리아에 있는 무덤을 방문했고, 칼리굴라는 알렉산드로스의 흉갑을 사용하려 무덤에서 꺼내갔다고 한다. 기원후 200년경 셉티무스 황제는 알렉산드로스의 무덤 공개를 금지했다. 그의 후계자는 재임기간 무덤을 방문했지만, 그 후 무덤의 운명은 모호해졌다.
시돈 근처에서 발견된 지금은 이스탄불 유적 박물관에 있는 알렉산드로스의 석관이라 불리는 것은 알렉산드로스의 유해를 가지고 있기에 이름 붙여진 것이 아니라, 얕은 양각으로 알렉산드로스와 동료들이 페르시안군과 싸우고 사냥하는 것을 묘사했기 때문이다. 이것은 원래 이수스 전투 이후 알렉산드로스에 의해 즉시 임명된 왕인 압달로니무스의 석관으로 여겨졌으나, 최근 그것은 압달로니무스의 죽음보다 먼저 만들어진 것이라는 의견이 나왔다. 알렉산드로스의 죽음은 너무나 갑작스러워 그의 사망 소식이 그리스에 닿았을 때, 아무도 즉각 믿지 않았다. 알렉산드로스에게는 적법한 후계자가 없었다. 그의 아들인 알렉산드로스 4세는 그의 사후에 록사네가 낳은 유복자였다.

## 제국의 통치

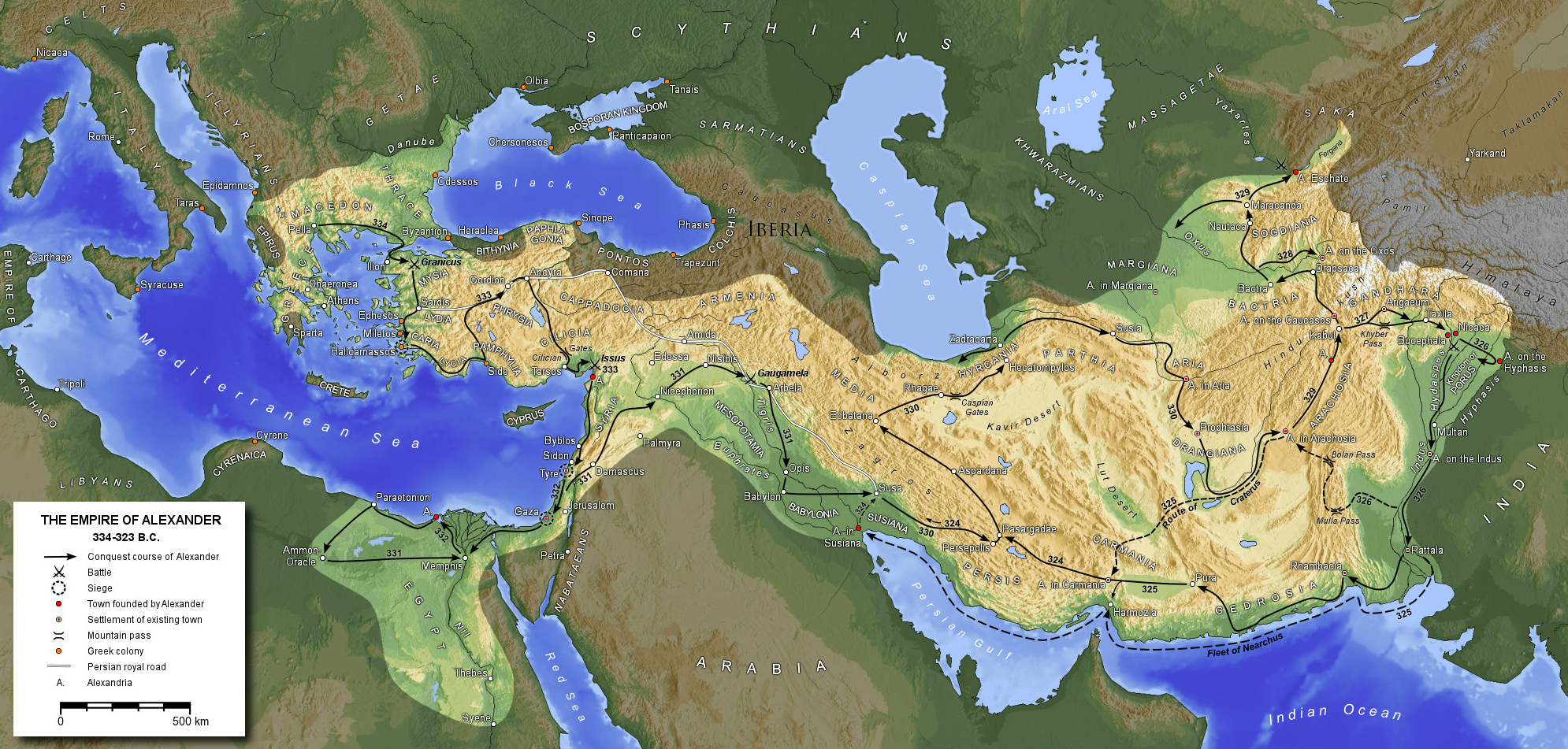
알렉산드로스 제국(마케도니아 제국)의 영토

알렉산드로스는 페르시아의 문물을 받아들이는 데 주저하지 않고 동서 융합책을 꾀했다. 우선 다수의 그리스 사람을 소아시아(현재의 터키) 지역으로 이주시켰다. 그리고 그리스 사람과 피정복 지역의 주민들을 결혼시켰고 페르시아인 관리들을 등용했다. 그 자신도 페르시아의 군주이자 적이었던 다리우스 3세의 딸과 결혼했으며, 페르시아 여성과 자신의 그리스 군인들간의 사실혼을 정식 결혼으로 인정했다. 알렉산드로스의 동서 융합 정책은 동방과 서방문화를 융합시켜 불교 미술에도 영향을 끼쳤고, 이로 인해 간다라 미술이라는 새로운 미술 양식이 만들어졌다.
그는 정복지의 여러 곳에 알렉산드리아란 이름을 붙인 도시를 건설하였는데, 이는 헬레니즘 문화 형성에 큰 역할을 하였다. 도시들 중 이집트의 알렉산드리아가 가장 유명하다. 그는 대제국의 왕이면서도 호사를 멀리하고 절도의 덕을 간직한 인물이었다.

## 제국의 분열
디오도로스에 따르면 알렉산드로스의 장군들은 그에게 사후에 왕국을 물려주고 임종을 지켜볼 자가 누군지 물어보았는데 ‘가장 강력한 자’라고 간결하게 대답했다.
아리아노스와 플루타르코스는 알렉산드로스가 그 시점에서 말이 없었다고 주장하고, 그것은 출처가 불분명한 주장이라고 말했다. 디오도로스, 쿠르티오스 그리고 유스티누스는 알렉산드로스가 자신의 인형이 박힌 반지를 증인들이 보는 앞에서 컴퍼니온 기병의 리더인 페르디카스에게 주었고 이것은 그를 후계자로 임명했다는 뜻이라고 주장한다.
그러나 정작 페르디카스는 즉시 그런 주장을 펴지 않았고, 록사네의 아이가 아들이라면 왕이 되어야 한다고 크라테로스, 레온나토스, 안티파트로스와 함께 후견인으로서 말했다. 그러나 멜레아거의 명 아래의 어린 아이는 이 조약이 본인없이 체결된 것이라며 거절했고, 알렉산드로스의 이복동생인 필리포스 아리히데우스를 추천했다. 결국 양쪽은 타협에 이르렀고 알렉산드로스 4세의 출생, 이후 필리포스 3세는 이름뿐이지만 왕이 되었다.
바빌론부는 점차 권력의 중앙이 되었고, 각각의 장군이 권력을 낙찰하곤 했다. 페르디카스가 암살된 이후 마케도니아 군은 붕괴했고, 40여년 간의 계승 전쟁(디아도코이 전쟁)이 헬레니즘 세계가 안정된 구역으로 공고해지기 전에 발생했다. 프톨레마이오스의 이집트, 셀레우코스의 메소포타미아와 중앙아시아, 필레타이로스의 아나톨리아, 안티고노스의 마케도니아가 서로 권력 투쟁을 벌였고, 그리고 진행과정 중 알렉산드로스 4세와 필리포스 3세가 모두 살해당했다.
디오도로스는 알렉산드로스가 크라테로스에게 자세한 지침을 사망 전에 전달했다고 한다. 크라테로스는 알렉산드로스의 명을 이행하기 시작한다. 그러나 계승자들은 더 이상 시행하기 않기로 하고 그것들은 터무니없고 말도 안된다고 했다. 그러나 페르디카스는 알렉산드로스가 가진 군에 대한 의지를 읽어냈다.

## 헬레니즘 문화
알렉산드로스의 유산은 그의 군사적인 정복을 넘어섰다. 그의 전쟁은 동서양간의 접촉과 거래를 폭발적으로 증가시켰고 동부의 많은 지역이 그리스 문화에 영향을 받았다. 그가 세운 일부 도시들은 문화의 중심이 되었고 대다수가 21세기에도 존재한다. 그의 서기관이 기록한 그가 정복한 곳까지의 영토기록은 그리스인들은 스스로 지중해 넘어서의 세계에 속해 있다고 믿었다는 가치 있는 기록이다.
알렉산드로스의 가장 직접적인 유산은 거대한 아시아 땅에 마케도니아 문화의 적용이었다. 그가 사망한 시점에서 제국은 5,200,000 km^2(2,000,000 sq mi)였고 그 시대의 가장 큰 제국이었다. 200-300년이 지나서까지 대부분의 지역은 마케도니아의 손아귀에 있었고, 후계자들은 적어도 초기엔 거대한 힘이었고, 이 300년간은 ‘헬레니즘 기간’이라고 자주 언급된다라고 말했다.
그의 제국의 동쪽은 생전에도 붕괴가 진행됐다. 그러나 그가 북서부 인도 대륙에 남긴 힘의 부재는 역사상 가장 강력한 인도 왕조의 탄생을 만들었다. 이런 이점을 이용해 찬드라굽타 마우리 왕조는 다시 펀잡의 통제권을 되찾았고, 난다 제국을 정복한 힘을 기본으로 삼았다.
정복 이상으로 알렉산드로스는 그의 이름을 딴 도시를 스무 개 만들었고, 대부분은 티그리스강 동쪽이다. 처음이자 가장 커다란 알렉산드리아는 이집트에 있고, 지중해 도시 중 가장 번성하는 도시가 되었다. 그 도시의 위치는 수비와 무역로를 동시에 고려해서 자리잡았다. 알렉산드로스의 사후 이집트의 많은 그리스인은 그리스로 돌아가려 시도했고, 정교한 공공건물과 본질적인 인구수는 지역민과 그리스인 양쪽을 포함했다.
‘헬레니즘화’란 단어는 독일 역사가 조안 구스타브 드로이센이 그리스 언어, 문화, 인구가 알렉산드로스의 정복 이후 예전 페르시아 제국에 어떤 식으로 퍼졌는지를 표시하기 위해 만들었고, 의심의 여지없이 받아들여지고 오늘날의 알렉산드리아, 안티오크, 셀레루시아 같은 곳에서 볼 수 있다. 알렉산드로스는 그리스 문화를 페르시아에 주입시키기 원했고, 두 문화의 융합을 시도했다. 이것은 알렉산드로스가 동서양을 평준화하려는 열망으로 끝났다. 그러나 그의 계승자들은 분명히 이런 정책을 반대했다. 그럼에도 헬레니즘은 전역에 걸쳐 나타났고 계승자의 국가엔 동양화가 나타났다.
헬레니즘 문화의 핵심은 본질적으로 아테네의 것이었다. 그리스인과 그리스 넘어 마케도니아군의 밀접한 관계는 아테네 기반 방언에 의해 직접적으로 발생했다. 그리스어는 헬레니즘 문화권에 퍼져나갔고, 현대 그리스의 선조와 헬레니즘 문화권의 국제어가 되었다. 게다가 헬레니즘 시대의 도시계획, 교육, 지방정부와 문화는 고전적 그리스적 생각에 기반을 두었고 헬레니즘 그룹으로 여겨지는 것과 다르게 진화했다.
알렉산드로스와 그의 업적은 많은 로마인들의 선망의 대상이었고, 특히 장군들은 그들을 알렉산드로스의 업적과 비교하길 좋아했다. 폴리비우스는 그의 역사를 로마인들이 알렉산드로스의 업적을 자신의 것과 비교하게 만드는 것부터 시작했고, 폼페이우스는 ‘매그너스’란 칭호와 알렉산드로스의 머리 모양을 따라했고, 당시에 위대함의 상징으로 여겨진 260여년 된 알렉산드로스의 망토를 찾기 위해 정복한 영토의 동쪽을 수색했다. 카이사르는 린시페안의 승마상의 알렉산드로스의 머리를 자신의 것과 바꾸었으며, 옥타비아누스가 알렉산드리아의 알렉산드로스 무덤을 방문했고 일시적으로 그의 문장을 스핑크스에서 알렉산드로스의 모습으로 바꾸었다. 트로이의 황제 역시 알렉산드로스를 존경했고, 네로와 칼리굴라 또한 마찬가지였다. 마크리누스로부터 제국의 왕좌까지 간단히 올라가보면, 마크리아니도 보석 또는 옷에 수를 넣어 알렉산드로스의 모습을 그들의 사람에 새겨넣었다.
반면 어떤 로마 작가들은 특히 공화당 사람들은 알렉산드로스를 독재적인 경향이 공화정의 가치를 얼마나 잘 지킬수 있는 지에 대한 경각심을 줄 이야기로 사용했다. 알렉산드로스는 또한 우정과 관용에 대한 군주의 가치에 대한 본보기로 사용되었다. 그러나 또한 분노와 영광을 향한 과도한 집착의 예였다.

## 개인사
알렉산드로스의 용모는 리시포스가 만든 조각상에서 가장 잘 드러난다. 그리고 조각가가 혼자 조각했지만, 알렉산드로스는 그것을 보고 마치 자신을 보고 만든 것 같다고 표현했다. 이런 특이성으로 그의 많은 후계자들과 친구들이 나중에 모방하려 노력했다. 다시 말해 왼쪽으로 살짝 굽은 목의 균형과 그의 애간장을 녹이는 눈빛을 조각가는 정확하게 관찰했다. 그러나 아펠레스는 그의 인상을 정확하게 잡아내지 못하고, 더 어둡고 거무스름하게 나타냈다. 그는 상당한 색채의 물감이 있었으나 그의 가슴과 얼굴을 불그스름하게 나타냈다. 더욱이 그의 피부가 뿜어내는 기분 좋은 냄새와 입과 전신에서 나오는 향기 있어 그의 의류는 항상 그 냄새가 배여 있었고 이것을 아리스토제누스의 기억에서 읽어볼 수 있다.
용모가 빼어난 편은 아니었다. 마케도니아 인 기준에서도 그는 다부지고 용맹했지만 키가 작았다. 그의 턱수염은 드문드문 나 있어서 마케도니아의 털 많은 귀족들이 면도하도록 만들었다. 그의 목은 좀 뒤틀려있어서 그는 약간 위쪽을 향해 보는 것 같았다. 그의 오드아이는 여성처럼 반짝거렸고, 좋지 못한 고음의 거친 목소리를 가지고 있었다.
고대의 작가들은 알렉산드로스가 리시포스가 그린 초상화를 보고 정말 기뻐하며 그의 모습을 담은 다른 작품들을 금지시켜버렸다. 리시포스는 자주 알렉산드로스와 다른 인사들의 조각상 계획을 위해 불려갔고 자연적인 묘사로 유명했으며 그의 정적인 자세의 작품은 가장 믿을만한 묘사로 여겨진다.
그의 가장 강한 개성은 그의 부모에게서 물려받은 것으로 나타난다. 그의 어머니는 커다란 야망이 있었고 페르시아 제국을 정복하는 것이 그의 운명이라 교육시켰다. 어머니의 교육은 그에게 운명이라는 느낌을 주입했고 플루타르코스는 그의 야망은 그의 정신을 인생 초기부터 진지하고 숭고하게 만들었다. 그러나 그의 가장 직접적이고 영향이 큰 모범이었던 필리포스 2세는 어린 알렉산드로스에게 항상 심각한 부상도 무시하며 계속해서 이겨나가는 전쟁을 어린 시절부터 참관하게 만들었다. 알렉산드로스와 아버지의 관계는 그의 성격이 경쟁적이게 만들었다. 그는 아버지보다 잘 해야 했으며 전쟁 중의 무모한 행동들에서 그런 성향이 잘 나타난다. 알렉산드로스는 자신이 당대와 후대의 세상에 보여주고 남겨줄 위대한 업적들이 아버지에 의해서 이룩되어 자신이 이룩하지 못할까 걱정했고, 또한 아버지의 업적을 자신과 동료들의 업적보다 낮게 생각했다.
플루타르코스에 따르면 알렉산드로스의 성격은 매우 급하고 충동적이며 사납고 의심의 여지없이 그의 업적에 영향을 미쳤다. 알렉산드로스는 고집이 매우 세서 심지어 아버지의 명령조차도 논리가 결여된 강압적인 것이면, 따르지 않고 반항할 정도였지만, 논리를 앞세워 명령하면 잘 순종할 정도로 매우 이성적인 모습을 보였다. 그는 차분한 관점에서 볼 수 있고 논리적이며 계산적이다. 그는 지식에 대한 커다란 열망을 가지고 있었으며, 철학과 책을 매우 좋아했다. 그는 페르시아 원정 초기, 소아시아(지금의 터키 지역.)로 건너갔을때, 아리스토텔레스가 당시 철학자들 사이에서 불문율로 여겨지던 가장 핵심적이고 은밀한 내용들은 일반인들에게 공개하지 않는다는 원칙을 깨고, 가장 핵심적이고 은밀한 내용들을 책으로 출판하자 이를 나무라는 편지에서 자신은 남을 힘으로 누르기보다 최고의 지식을 가짐으로서 누르고 싶다고 말했고, 전쟁터에서도 늘 철학자들과 학자들과 예술가들을 데리고 다녔으며, 심지어 인도 원정에서 자신에 대한 저항을 부추겼던 귐노소피스타이 학파(인도의 나체주의 철학 학파.)철학자 10명을 사로잡은 후 그들에게 철학에 대한 질문들을 해 어느 정도 만족한 답변들을 듣자 애초의 생각을 바꿔 이들에게 모두 선물을 주어 살려서 돌려 보낼 정도였다. 이런 모습들은 분명히 아리스토텔레스의 교육일 것이다. 알렉산드로스는 지적이었고, 빨리 지식을 흡수했다. 그의 지적이고, 이성적인 면은 장군과 정치가로서의 성공과 그의 능력이 충분히 증명한다. 그는 절제와 청렴을 매우 중시해 평생을 살아왔기 성욕과 사치, 심지어 식욕까지 잘 절제할 수 있었지만, 음주는 절제하지 못했다. 알렉산드로스는 예술과 과학 모두에 학식이 있고 매우 열정적이었다. 그러나 운동과 올림픽에 아버지와는 다르게 별 관심이 없었고, 오로지 커다란 이상의 명예와 영광을 추구할 뿐이었다. 그는 대단한 카리스마와 힘 있는 성격을 가졌고 그것들이 그를 위대한 지도자로 만들었다. 그의 독특한 특징은 다른 어떤 장군도 마케도니아와 나머지 제국을 그가 죽은 다음 통합할 수 없었다는 점에서 잘 나타난다. 오로지 알렉산드로스만이 할 수 있는 일이었다.
그의 말년에 특히 헤파이스티온의 죽음 이후 알렉산드로스는 과대망상과 편집증 증세를 보이기 시작했다. 그 스스로의 형언할 수 없는 운명과 친구들의 아첨과 엮인 그의 위대한 업적은 아마도 이런 증상을 나타내는데 일조했을 것이다. 그의 엄청난 망상은 그의 유언장과 온 세계를 정복하려는 욕망에서 손쉽게 찾을 수 있다. 다양한 작품에서 그의 끝없는 욕망을 묘사하는 한 그의 욕망과 관련된 별칭은 역사적으로 계속해서 고정적으로 후세에 전달될 것이다.
그는 스스로가 신이라는 점을 믿었던 것 같으며, 적어도 신이 되려고 했던 것 같다. 올림피아스는 항상 그가 제우스의 아들이라고 주장했고, 시와에 아문에서 그에게 신탁을 내린 것으로 그 설명은 확인된 것 같다. 그는 스스로 제우스-아문의 아들이라고 생각하며 궁정에서 페르시아 관습을 사용했지만, 마케도니아 인들은 거부했고 적용하기엔 무리가 있었다. 이런 행동은 궁정 내의 많은 귀족들의 지지를 잃게 만들었으나, 알렉산드로스는 실용적이었기에 대부분의 왕국에서 왕이 신성하다고 여겨지는 문화적으로 거리가 있는 사람들을 다스리는 것에 대한 어려움을 알고 있었다. 그러므로 과대망상보다 그의 행동은 그의 권력을 지키고 왕국을 계속 뭉쳐 놓으려는 실용적인 시도였을 것이다.
알렉산드로스는 세 번 결혼했다. 박트리아 귀족 옥시라테스의 딸인 록사네와는 사랑에 빠진 것이며, 다리우스의 딸인 페르시아 공주 스타테이라 2세와 아르타적시스 3세의 딸인 파리사티스 2세와는 정치적인 이유였다. 그는 정식으로 두 아들이 있었는데, 하나는 알렉산드로스 4세로 록사네의 아들이며, 다른 하나는 헤라클레스로 그가 세 명의 부인을 맞이하기 이전에 사귄 여성이고, 후일 그의 후궁이 되는 프리기아 귀족 바르시네에게서 낳은 아들이다. 다른 아들은 록사네가 바빌론에서 아이를 잃어버렸다.
알렉산드로스는 또한 그의 친구, 장군들과 호위인 헤파이스티온과 친밀한 관계를 맺고 있었는데 다들 마케도니아 귀족의 아들들이었다. 헤파이스티온의 죽음은 알렉산드로스를 망쳐놨다. 그 사건은 알렉산드로스의 건강을 망쳤고, 그의 사망 직전에 정신을 혼미하게 만든 계기였다.
알렉산드로스의 성생활은 추측과 논쟁으로 주관적이다. 고대의 어떤 기록도 알렉산드로스가 동성애자라는 기록을 남기지 않았고 알렉산드로스와 헤파이스티온의 관계가 성적이라는 증거도 없다. 아엘리안은 그러나 저작 알렉산드로스의 두 번의 트로이 방문에서 알렉산드로스가 아킬레스와 헤파이스티온의 무덤에 화관을 씌웠고, 그가 알렉산드로스의 연인이었고 또한 파트로클루스는 아킬레스의 연인이었다는 수수께끼 같은 글이 있었다. 그리스어로 사랑을 뜻하는 에로메노스가 꼭 성적인 의미만은 아니어서, 알렉산드로스는 양성애자였을 수도 있고, 당시엔 논쟁거리가 아니었다.
그린은 고대 문헌에 알렉산드로스가 여자에게 많은 성욕을 느꼈다는 약간의 문헌이 있다고 말한다. 그는 말년까지 후계자를 만들지 않았다. 그러나 그가 죽을 때 젊었고 오그던은 알렉산드로스 부부의 기록은 같은 나이의 필리포스 2세의 기록보다 훨씬 인상적이라고 언급한다. 아내와 떨어져서 그는 더욱 많은 여성 동료가 있었다. 알렉산드로스는 페르시아 왕의 방식으로 많은 여성들을 거느리고 있었으나 사용을 철저하게 절제하였다. 육욕 절제의 절정을 보여주는 대목이다.
그린은 기간의 기록을 인용해 그는 자신의 죽음으로 극도의 슬픔에 잠겨 나흘 동안 일체의 곡기를 끊고 울다 죽은 다리우스의 어머니인 시시감비스와 그를 입양하고, 또 후에 자신이 카리아 지방의 여왕으로 앉힌 아다 같은 여성과 꽤나 깊은 우정 관계를 만들었다고 한다.
알렉산드로스는 이 둘을 어머니로 부르며 극진히 예우했다.

## 이슬람권
이슬람권에서 이스칸다르 또는 둘 카르나인이라고 불리는 알렉산드로스 3세는 샤나메 등의 수많은 이슬람권 문학에서 이슬람권 특질을 지닌 의협심 강한 왕의 표본이자 예언자로서 묘사하며 이슬람 문화권에는 이스칸다르에 대한 수많은 전설이 존재한다.

## 같이 보기
- 그라니코스 전투